# (592245) 2014 QR441
(592245) 2014 QR441 est un objet transneptunien du disque des objets épars ayant un diamètre estimé à environ 180 km.